# Pseudobryomima
Pseudobryomima là một chi bướm đêm thuộc họ Noctuidae.

## Loài
- Pseudobryomima distans (Barnes & McDunnough, 1912)
- Pseudobryomima fallax (Hampson, 1906)
- Pseudobryomima muscosa (Hampson, 1906)